# The Family of Henry VIII: An Allegory of the Tudor Succession
The Family of Henry VIII: An Allegory of the Tudor Succession is een schilderij van Lucas d'Heere uit het einde van de 16e eeuw. Het is gemaakt in opdracht van de Engelse koninklijke familie. Koningin Elisabeth I van Engeland gaf het schilderij cadeau aan Francis Walsingham.

## Beschrijving
Centraal op het schilderij zit koning Hendrik VIII op de troon. Links naast hem staat zijn dochter Maria met haar echtgenoot Filips II van Spanje. Naast hen staat de Romeinse god Mars, de god van oorlog.
Rechts van Hendrik VIII knielt Eduard VI, de enige zoon van Hendrik. Hij krijgt het zwaard van gerechtigheid van zijn vader. Naast Eduard VI staat zijn halfzus Elisabeth I. Naast haar staan de Romeinse godinnen van de vrede en de overvloed.

## Betekenis
Hendrik VIII was de grondlegger van de Anglicaanse Kerk. Zijn enige zoon, Eduard, werd zijn opvolger. Ook hij geloofde in het protestantse geloof. Hij werd dus gezien als rechtvaardig en krijgt op het schilderij het zwaard van gerechtigheid aangereikt.
Maria van Engeland kwam na de dood van Eduard op de troon. Zij was katholiek en probeerde, samen met haar katholieke Spaanse echtgenoot, om het katholicisme weer ingang te doen vinden in Engeland. De oorlogsgod Mars kan verklaard worden door de bijnaam van Maria: “Bloody Mary”: in haar poging om Engeland opnieuw katholiek te maken, stierven velen. Ook voerden Maria en Filips II vele oorlogen.
Rechts staat haar opvolgster, de protestantse Elisabeth I. Zij zorgde voor stabiliteit en vrede in Engeland. Onder haar bewind ging het Engeland weer voor de wind, zowel op politiek als cultureel vlak. Zo floreerde het theater, met William Shakespeare als bekendste voorbeeld. Daarom staan de godinnen van de vrede en overvloed naast haar. 
Dit portret had als doel om de harmonie in Engeland te vieren, en het koningschap van Elisabeth I te legitimeren. Zij moest gezien worden als de brenger van voorspoed en overvloed.
De afbeelding zit vol anachronismen: het stelt de nog levende Hendrik VIII voor met drie van zijn kinderen en de echtgenoot van Maria. Hendrik VIII stierf in 1547, terwijl zijn dochter Maria pas huwde met Filips II van Spanje in 1554.

## Kenmerken schilderij
Het werk werd geschilderd door de Vlaamse schilder Lucas d’Heere, die omwille van religieuze vervolgingen moest vluchten naar Engeland. Hij schilderde het werk met olieverf. Het werk is 131.2 x 184.0 cm groot en werd aan Francis Walsingham geschonken. In 1842 werd het werk verkocht uit de collectie van Horace Walpole aan J.C. Dent. Sinds 1991 is het werk te bezichtigen in het National Museum Wales in Cardiff.